# Martos
Pour les articles homonymes, voir Martos.
Martos est une commune d’Espagne, dans la province de Jaén, communauté autonome d’Andalousie.
Elle appartient à l'Aire métropolitaine de Jaén et en est considérée comme la deuxième ville la plus importante après la capitale.
Elle a une population de 24452 habitants, et une densité de 91.9 habitants par kilomètre carré.
Son économie repose sur l'agriculture, notamment la culture de l'olivier et Martos est considéré comme le premier producteur d'huile d'olive du monde.
De plus, de nombreuses activités industrielles se font remarquer, surtout celles rattachées au traitement du plastique.

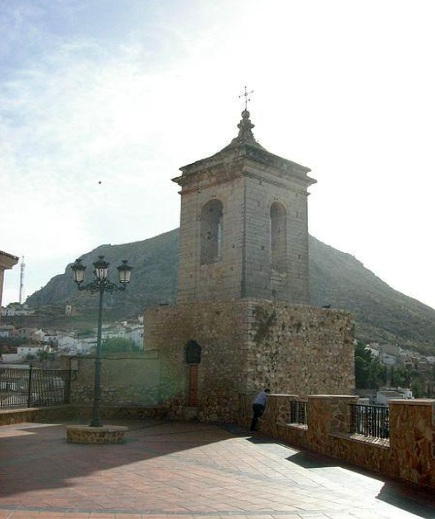
Torre-Campanario de la Villa de Martos

## Histoire
À l'époque romaine, elle est connue sous le nom de Tucci et l'empereur Auguste y fonde la colonie Augusta Gemella Tuccitana.
Au XIVe siècle, le roi Ferdinand IV de Castille y fait exécuter deux chevaliers de l'Ordre de Calatrava, les frères Carvajal.
Sous l'administration Arabe de la péninsule ibérique, et durant l'époque médiévale, Martos devient un lieu stratégique, par le renfort de ses défenses et la construction de nombreuses fortifications dans la ville.
À la fin du XIXe siècle et au début du XXe, un grand développement architectural, urbain et économique, se produit grâce à la richesse due à la production d'huile d'olive. Ainsi Martos devient l'une des villes les plus prospères de l'Andalousie orientale.

## Économie
Martos possède une richesse agricole immense grâce à la culture de l'oliveraie, un des plus grands producteurs et de grande qualité. On parle d'un « or liquide ».
Ces dernières années, l'industrie a fait un acte de présence dans l'économie de cette ville. Surtout celle relative au plastique, l'industrie automobile, métallurgique, la construction de routes, etc.
Entre toutes les fabriques existantes dans la ville, l'entreprise française Valeo se détache et beaucoup d'autres usines en dépendent.

## Administration
| Période | Période | Identité                       | Étiquette | Qualité |
| ------- | ------- | ------------------------------ | --------- | ------- |
| 1979    | 1995    | Antonio Villargordo Hernández  | PSOE      |         |
| 1995    | 1999    | Fernando García Pulido         | API       |         |
| 1999    | 2008    | José Antonio Saavedra Moreno   | PSOE      |         |
| 2008    | 2011    | Sofía Nieto Villargordo        | PSOE      |         |
| 2011    | 2013    | Custodia Martos Luque          | PA        |         |
| 2013    | 2015    | Francisco Delgado Vílchez      | PP        |         |
| 2015    | 2022    | Víctor Manuel Torres Caballero | PSOE      |         |
| 2022    |         | Emilio Torres Velasco          | PSOE      |         |

## Personnalités liées à la commune
L'écrivain chilien Luis Sepúlveda a fait de Martos le but de son voyage dans son livre Le Neveu d'Amérique. La ville serait la terre natale de son grand-père.